# Stilbops quercicola
Stilbops quercicola là một loài tò vò trong họ Ichneumonidae.